# El árbol de Guernica
El árbol de Guernica, cuyo título original es L'arbre de Guernica, es una película dirigida por Fernando Arrabal en 1975. Está centrada en la guerra civil española, comienza con la zona vasca durante la rápida ofensiva del Norte, pero el largometraje en su completo es una reproducción ficticia del conflicto general en toda España. El título hace referencia al Árbol de Guernica símbolo de las libertades vascas.

## Argumento
En 1936 da comienzo la guerra civil española. El ejército sublevado comienza a invadir las zonas republicanas. En el norte, quedan los reductos de las provincias de Asturias, Santander y Vizcaya y dos poblaciones guipuzcuanas Elgueta y Éibar.
Las tropas facciosas quedan detenidas en septiembre de 1936 en el límite de la provincia de Vizcaya con Guipúzcoa. En la primavera se produce una ofensiva que rompe el frente en abril. El 26 de ese mes es bombardeo de Guernica bombardeada la villa de  Guernica por parte de la aviación de la Luftwaffe alemana quedando destruida.
Bajo este marco de destrucción bélica, la película centra en las vivencias de un excéntrico pintor americano, Goya (Ron Faber) que se encuentra alojado en el castillo del conde de Cerralbo cuando da comienzo la guerra. Este se enamorará de Vándala (Mariangela Melato) y la película girará alrededor del romance de estos en el marco de la crudeza de la guerra civil tipificada en la Villa de Ramiro, una población ficticia.

## Implicación de la película
La película ha sido catalogada como "revanchista", aspecto muy encontrado en las películas de esta temática en la década de los años 70.
Los críticos también han dicho sobre ella que es en clave surrealista, pues no puede considerarse desde el punto de vista de la realidad. Es más bien la Guerra Civil en España tal como la cree Fernando Arrabal, en sus propias palabras: «quiero hacer una película de la realidad tal y como la imagino, sin tener sobre mí el peso (...) de un conocimiento histórico de los hechos».
El carácter onírico, absurdo y surrealista de la película la lleva al uso de generalizaciones , tópicos y descalificaciones grotescas de todo aquello que tenga que ver con el bando sublevado o las instituciones existentes previas a la República. También se denota en el trato humillante que le da a la Iglesia católica y a la aristocracia en la película.